# Revolución de Saur
La Revolución de Saur fue una revolución comunista ocurrida en Afganistán el 27 de abril de 1978, dirigida por el Partido Democrático Popular de Afganistán contra el mandato del presidente afgano Mohammed Daud Khan.
Saur es el nombre del segundo mes del año en el calendario persa utilizado en Afganistán. También se conoce a este acontecimiento como Revolución de Abril (mes en el cual ocurrió según el calendario gregoriano).

## Antecedentes
En 1973 la monarquía había sido derrocada y tomó el poder Mohammed Daud Khan. El nuevo presidente pronto comenzó a enfrentarse al Partido Democrático Popular de Afganistán (PDPA, comunista), que inicialmente había sido su aliado.
En Afganistán alrededor del 97% de las mujeres y del 90% de los hombres eran analfabetos; alrededor del 5% de los propietarios poseían más del 50% de las tierras fértiles; sobre 17 millones de habitantes había 35 mil obreros pero 250 mil mulás; escasas industrias y carreteras; la esperanza de vida era de 42 años, la mortalidad infantil era la más alta del mundo; la mitad de la población sufría tuberculosis, una cuarta parte malaria, etc. Para comienzos de 1978 se vivía un clima de agitación, producto de la escasez de alimentos.
Durante décadas, los soviéticos proveyeron de materiales y cursos de instrucción a las Fuerzas Armadas de Afganistán, que se vieron influenciadas por el comunismo. También facilitó la Revolución que Daud socavó su apoyo por derecha y por izquierda pues, por un lado, en 1976 hizo una reforma agraria por ley que no se aplicó pero que le ganó el resentimiento de sus aliados tradicionales en el campo, y por otro, destituyó a muchos oficiales y funcionarios izquierdistas tratando de ganarse la simpatía de los sectores conservadores. Además, desde el golpe de 1973, muchos oficiales izquierdistas de bajo rango fueron ascendidos a posiciones más prominentes.
En 1979, en la edición de enero de Problemas de la Paz y el Socialismo, un miembro del PDPA describió la situación anterior a la Revolución:

Las masas estaban dispuestas a rebelarse. El nivel de vida cayó de forma espectacular. Más de un millón de afganos emigraron a Irán. La legitimidad del gobierno se vio sacudida mal a los ojos del pueblo, las órdenes no se cumplían. Un hecho importante fue que estuvimos trabajando con la gente entre 13-14 años para ser un movimiento popular. Antes de la revolución, nuestro Partido ya era una fuerza formidable con 50 mil miembros y más simpatizantes, y esto dio miedo al régimen.

## Eventos
El 17 de abril de 1978, Mir Akbar Kaibar (a veces escrito Khyber), destacado militante del PDPA, fue asesinado por agentes del régimen de Daud en la prisión Pul-e-Charkhi, en Kabul. Hubo una manifestación de protesta espontánea de más de 10 000 personas. Luego, los dirigentes del PDPA fueron encarcelados, incluyendo a Nur Muhammad Taraki y Babrak Karmal. Esta acción generó protestas civiles pacíficas que fueron reprimidas por la policía con el saldo de más de doscientos muertos. Sin embargo, Hafizullah Amín estuvo durante las cinco primeras horas bajo arresto domiciliario, dándole la oportunidad de ordenar un levantamiento de las Fuerzas Armadas (Amín trabajaba con los militares por disposición del Partido).
El levantamiento comenzó el día 27 en el Aeropuerto Internacional de Kabul y se extendió al resto de la ciudad en las siguientes veinticuatro horas. Además de los militares profesionales, colaboraron milicias populares. En la noche del 27 al 28 de abril unidades militares irrumpieron en el palacio presidencial, en el corazón de Kabul. Con la ayuda de la fuerza aérea las tropas sublevadas vencieron la resistencia de la Guardia Presidencial. Daud murió durante el ataque.

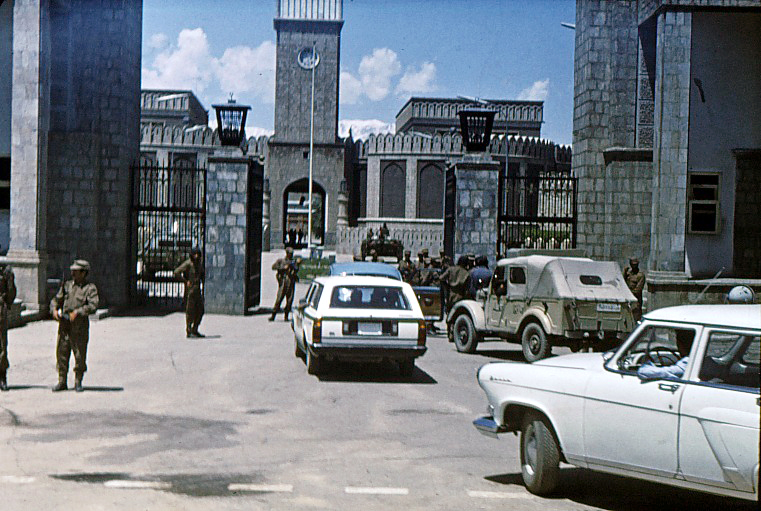
La puerta del palacio presidencial el.

Un ex alto funcionario del gobierno de Daud relata los últimos días del régimen:

A principios de 1978, Daud estaba decidido a poner fin al problema irritante del PDPA. Para agarrar el asunto de la cabeza, Daud planeó la muerte de Mir Akber Khyber, probablemente la personalidad más popular en Kabul y un miembro destacado del PDPA. La idea era sacar a la superficie a todos los dirigentes en el día de duelo público, detenerlos y tratar con ellos más tarde. Mir Akber Khyber, fue asesinado el 18 de abril de 1978. El 26 de abril, por la mañana temprano, Taraki, Karmal y otros líderes importantes del PDPA fueron arrestados y enviados a la cárcel. Esto provocó la revolución que puso fin a la dinastía Mohammadzai.

[...] Habíamos subestimado el papel de todos los amigos del PDPA con los oficiales militares clave. De hecho, todos estábamos en una reunión de gabinete con Daud en el mismo día de la revolución. Estábamos hablando de varios posibles contingencias. Entonces, cuando estábamos tomando un pequeño descanso, un soldado entró en la habitación y le dio a Daud un pedazo de papel. Él lo leyó, lo metió en el bolsillo del pantalón y salió de la habitación. Pensamos que se había ido al baño. Más tarde nos enteramos de que estaba espiando afuera para ver lo que pasaba cerca de la enorme puerta del castillo real. Después regresó a la habitación, un oficial entró y pasó otra hoja de papel a un ministro. Este documento, que pasó de mano en mano contenía un mensaje conciso: «Hay una serie de tanques fuera de la puerta principal».

Daud fue al teléfono, pero pronto descubrió que él estaba hablando con el comandante que había enviado a los tanques. Los guardias tomaron posiciones en la parte superior del castillo y muy pronto comenzaron a pelear. Se dispersaron en desorden cuando los aviones se unieron a la refriega. No nos sorprendió especialmente cuando un oficial y una docena de soldados entraron en la habitación donde nosotros, los ministros, y Daud, su hermano Naim, y sus familias nos habíamos reunido. El oficial nos dijo que nos rindiéramos. [...] Nos ordenó levantar las manos y separarnos en dos grupos, uno integrado solo por los miembros de la familia real. De este, todos ellos, incluyendo a Daud, fueron alineados contra la pared y fusilados.

El coronel Abdul Qadir tomó el mando del país, hasta el día 30, cuando se lo traspasó voluntariamente a Taraki. Cientos de miles de personas festejaron en las calles la victoria de la Revolución. A pesar de que por radio se pedía que la población permaneciese en sus hogares, muchos jóvenes salieron y adornaron con flores los tanques y las armas de los soldados.
Para los académicos Fred Halliday y Zahir Tanin, este fue un caso de «revolución desde arriba», en la cual contraélites revolucionarias usan el poder del Estado para imponer cambios radicales. La debilidad histórica del Estado afgano particulariza este proceso.

## Nuevo régimen
El gobierno de los Estados Unidos vio la situación como una oportunidad única para debilitar a la Unión Soviética, y el movimiento esencialmente marcó el final de la era de la distensión iniciada por el secretario de Estado Henry Kissinger. En 1978, los estadounidenses, por medio de la llamada Operación Ciclón, comenzaron a formar insurgentes y establecer emisiones de propaganda para Afganistán desde Pakistán. De acuerdo con el entonces consejero de Seguridad Nacional Zbigniew Brzezinski, la ayuda de la CIA a los muyahidines (insurgentes) en Afganistán fue aprobada en julio de 1979, iniciándose así bajo la Administración Carter, con la intención de provocar la intervención soviética en el conflicto.
La revolución también introdujo una severa represión de un tipo previamente desconocido en Afganistán. Según el periodista Robert D. Kaplan, mientras que Afganistán había sido históricamente extremadamente pobre y subdesarrollado, «nunca había conocido mucha represión política» hasta 1978.

Que los soldados llamaran a la puerta en medio de la noche, tan común en muchos países árabes y africanos, era poco conocido en Afganistán, donde un gobierno central simplemente carecía del poder para hacer cumplir su voluntad fuera de Kabul. El golpe de Taraki cambió todo eso. Entre abril de 1978 y la invasión soviética de diciembre de 1979, los comunistas afganos ejecutaron a 27 000 presos políticos en la prisión de Pul-e-Charkhi, a seis millas al este de Kabul. Muchas de las víctimas eran mulás y jefes de aldea que estaban obstruyendo la modernización y la secularización del campo afgano intensamente religioso. Para los estándares occidentales, esta era una idea saludable en abstracto. Pero se llevó a cabo de una manera tan violenta que alarmó incluso a los soviéticos.
Robert D. Kaplan, Soldados de Dios.

Kaplan declara que fue la Revolución Saur y su duro programa de reforma agraria, en lugar de la invasión soviética de diciembre de 1979 «como la mayoría de la gente en Occidente supone», lo que «encendió» la rebelión muyahidín contra las autoridades de Kabul y provocó el éxodo de refugiados a Pakistán.

## Supuesto patrocinio soviético
En un discurso pronunciado el 9 de abril de 1979, Taraki dijo:

No ha habido fuerzas externas participando en la Revolución de Abril. Afganistán no importó ni exportó su Revolución... Puso en marcha un nuevo curso de la construcción de una sociedad libre de la explotación del hombre por el hombre.

Muchos informadores occidentales argumentaban que la Revolución afgana fue realizada por orden o patrocinio de la Unión Soviética. Sin embargo, la revista Time admitía el 28 de enero de 1980 que los soviéticos fueron tan sorprendidos como los estadounidenses por el acontecimiento.
El gobierno soviético había tenido excelentes relaciones con la monarquía y las tuvo luego con el régimen de Daud; no quería un cambio drástico de relaciones sociales en ese país, le interesaba mantener el statu quo. Por eso no intervino en la preparación de la Revolución y solo la apoyaron una vez que había tomado el poder.

## Legado
El aniversario de la Revolución era en el Afganistán socialista una importante celebración, con desfiles cívicos y militares.
Este evento le dio nombre a una condecoración de ese régimen, la Orden de la Revolución de Saur.
También le dio nombre a un periódico, el Haqiqat-e Inquilab-e Saur («Verdad de la Revolución de Abril»), de alcance nacional. A mediados de la década de 1980 tenía una tirada de 50 000 ejemplares.